# Arakawa (Tokyo)
Arakawa (荒川区?, Arakawa-ku) è uno dei 23 quartieri speciali della metropoli di Tokyo in Giappone.

## Toponomastica
Il quartiere prende il nome dal fiume Arakawa, che in giapponese significa “corso d'acqua”. Sebbene il fiume Arakawa non attraversi il distretto, il suo confine settentrionale con il quartiere di Adachi è formato da un suo affluente, il fiume Sumida.

## Geografia
Arakawa si trova nella parte nord-orientale di Tokyo. La sua forma è lunga e stretta e si estende da ovest a est con il confine settentrionale del rione che coincide con il fiume Sumida. Il quartiere è per lo più basso e pianeggiante, ma parte dell'area di Nippori si trova sull'altopiano di Yamanote.
La geologia sembra essere costituita da depositi del Pleistocene, come i sedimenti di materiale vulcanico del Kanto sull'altopiano e alluvionale sulle pianure.
La sua superficie di 10,16 km2 lo colloca al 22º posto tra i 23 distretti di Tokyo. È circondato da altri cinque quartieri speciali. A nord si trova Adachi, a ovest Kita, a sud-ovest Bunkyō, a sud si trova Taitō e a sud-est Sumida.

## Storia
Nel periodo Edo l'area era prevalentemente agricola. Nel 1651, a ovest dell'attuale stazione di Minami Senju fu costruito Kozukappara, il più grande campo di esecuzione dei Tokugawa. A partire dall'epoca Meiji, l'area divenne industriale con la costruzione di fabbriche che utilizzavano l'acqua del fiume.
Il 1º ottobre 1932, in seguito all'espansione dei confini della città di Tokyo, Minami Senju, Mikawashima, Oku e Nippori-cho vennero incorporati nella città di Tokyo e venne istituito il rione Arakawa nell'area delle quattro città. Dalla sua istituzione fino al 1945 circa, fu il rione più popoloso di Tokyo (la popolazione all'epoca era di circa 280.000-320.000 abitanti).

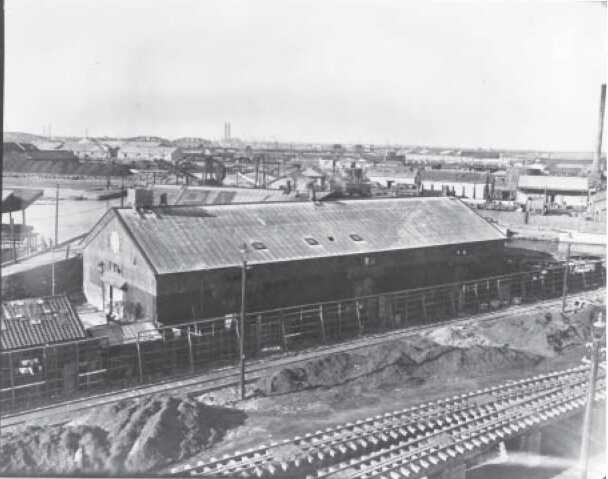
Tokyo campo per prigionieri di guerra #10-B

Il 1º luglio 1944, durante la Seconda guerra mondiale, l'esercito imperiale giapponese istituì un campo per prigionieri di guerra chiamato #20-B, sul terreno vicino al ponte Hashiba, Minami-Senju, Arakawa, nel luogo in cui si trova attualmente l'indirizzo 3-41 Minami-Senju, Arakawa. Il campo fu rinominato #10-B nell'agosto 1945. I prigionieri del campo furono liberati nel settembre 1945. All'epoca, il campo contava 256 prigionieri di guerra (87 britannici, 64 americani, 55 canadesi e 50 olandesi). Due prigionieri di guerra morirono durante la loro prigionia.
Il 3 maggio 1947 entrò in vigore la legge sull'autonomia locale e il rione di Arakawa divenne un rione speciale.
Attualmente è in corso una riqualificazione su larga scala di ex siti industriali e parchi. In particolare, la riqualificazione dell'area di Minami Senju è la più grande di Tokyo in termini di superficie totale. La popolazione complessiva del distretto, che era in calo fino agli anni '90, ha iniziato ad aumentare. Inoltre, i prezzi dei terreni sono aumentati rapidamente e il tasso di incremento dei prezzi dei terreni residenziali negli ultimi anni è stato il più alto di Tokyo.

## Quartieri
Area di Mikawashima
- Arakawa
- Higashinippori
- Machiya

Area di Minamisenju
- Minamisenju

Area di Nippori
- Nishinippori
- Higashinippori

Area Ogu
- Higashiogu
- Nishiogu
- Machiya

## Città gemellate
- Donaustadt, Vienna (dal 1996)[8]
- Corvallis (Oregon)
- Kamaishi
- Fukushima
- Kōri
- Ishikawa
- Yoshikawa-ku, Jōetsu (ex Yoshikawa)
- Hokuto (ex Takane)
- Chichibu (ex Arakawa)
- Kamogawa
- Ōtaki

## Edifici
Ad Arakawa si trovano l'Università Metropolitana di Tokyo di Scienze della Salute (東京都立保健科学大学?, Tōkyō-toritsu hoken kakgaku daigaku), la Shuto Daigaku Tōkyō, l'Istituto Metropolitano di Ingegneria Aeronautica di Tokyo (東京都立航空工業高等専門学校?, Tōkyō-toritsu kōkū kōgyō kōtō semmon gakkō) e il Campus Arakawa dell'Università Metropolitana di Tokio (東京都立産業技術高等専門学校,?, Tōkyō-toritsu sangyō gijutsu kōtō semmon gakkō).

## Trasporti

### Ferrovia
- JRJR East
  - JY Linea Yamanote: 
    - Nishi Nippori, Stazione di Nippori

  - JK Linea Keihin-Tōhoku:
    - Nishi Nippori, Stazione di Nippori

  - JJ Linea Jōban:
    - Nippori, Mikawashima, Stazione di Minami-Senju
- Ufficio metropolitano del trasporto di Tokyo
  -  Tranvia Toden Arakawa:
    - (13 stazioni, inclusa Stazione di Minowabashi)

  -  Nippori-Toneri liner:
    - Nippori, Nishi-Nippori, Akado-Shōgakkō-mae, Kumano-mae
- Tokyo Metro
  - C Linea Chiyoda:
    - Nishi Nippori, Stazione di Machiya

  - H Linea Hibiya:
    - Minami Senju Station
- Keisei Electric Railway
  - KS Linea Keisei principale:
    - Nippori, Shin-Mikawashima, Stazione di Machiya
- Metropolitan Intercity Railway Company, Tsukuba Express: Stazione di Minami-Senju
- Japan Freight Railway Company
  - Diramazione merci della Joban Line:
    - Stazione di Mikawashima, Stazione Sumidagawa (stazione merci), Stazione di Minami Senju

## Opere ambientate ad Arakawa

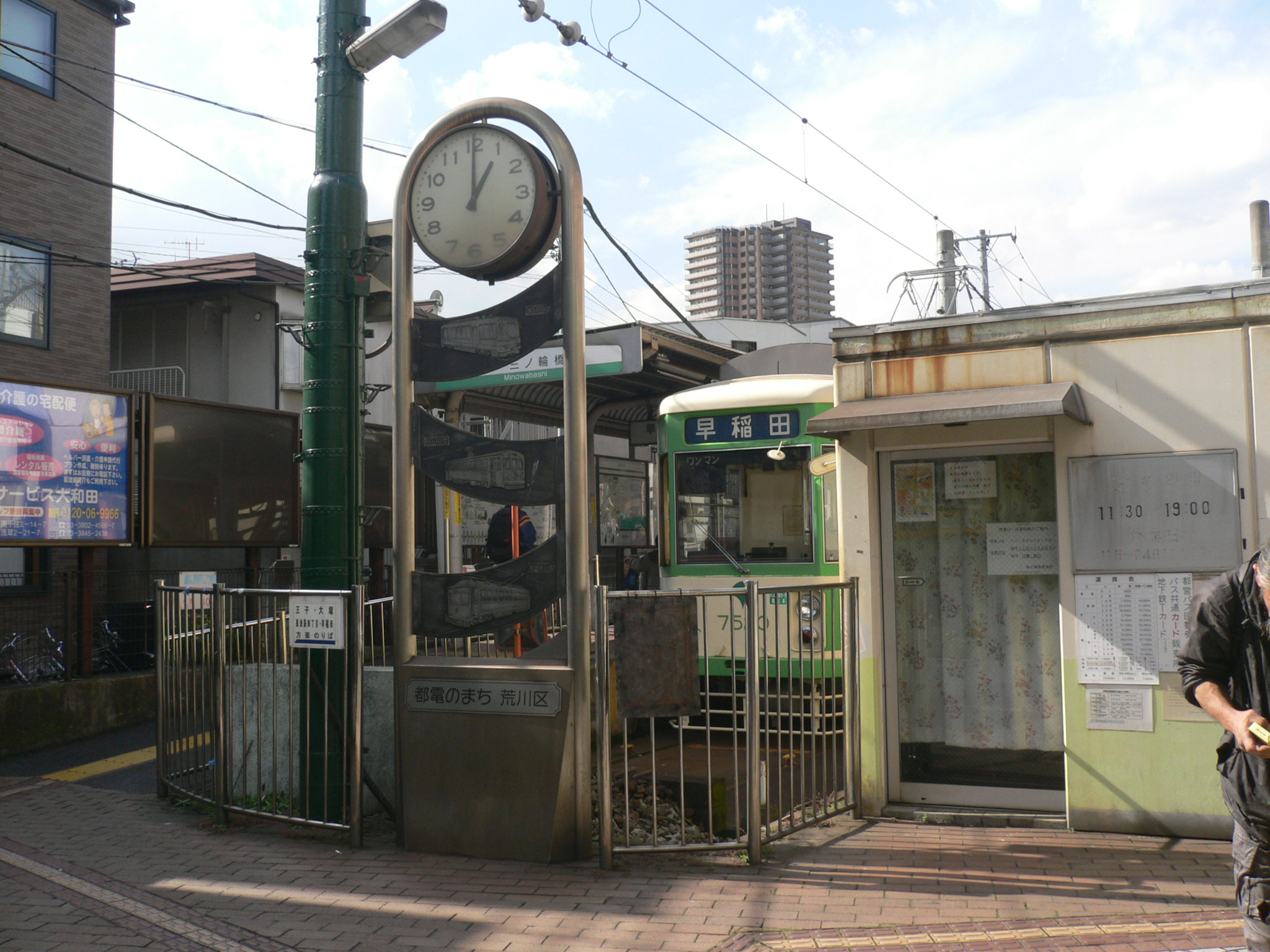
Stazione di Minowabashi

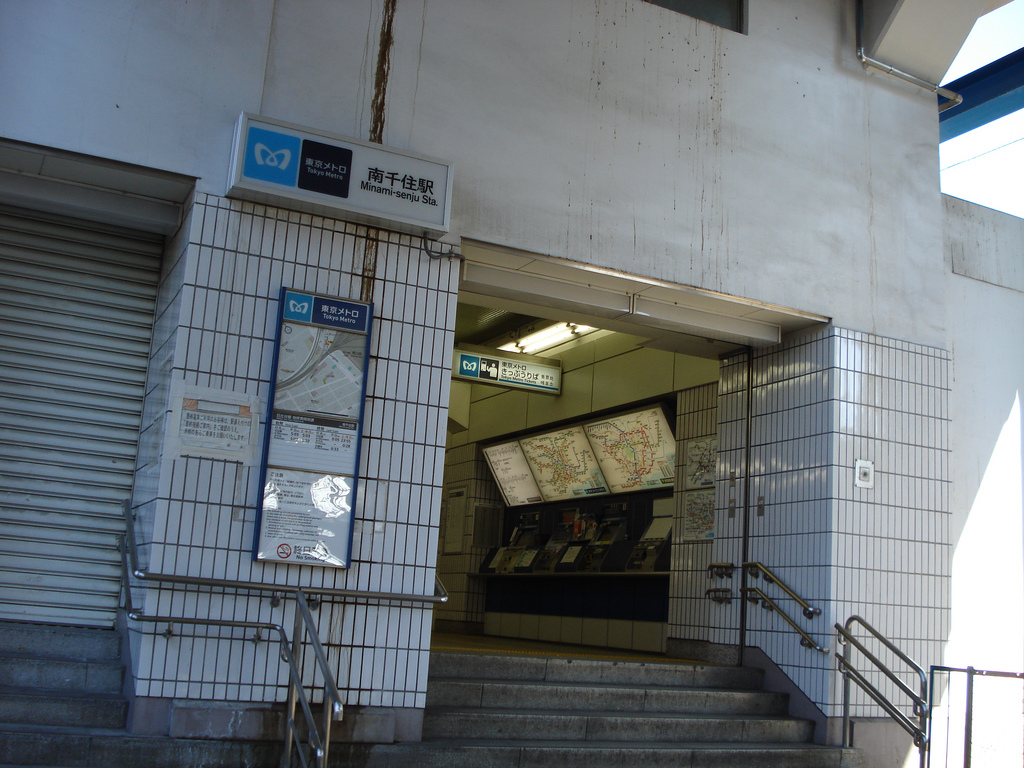
Stazione di Minami-Senju

- Azuki-chan - Nella versione anime, compaiono la linea Toden Arakawa e il parco divertimenti Arakawa. Il nonno della protagonista Azuki vive lì.
- Ashita no Joe - La palestra Tange, dove Joe Yabuki impara a praticare la boxe, si trova sotto il ponte Namida-bashi, al confine tra i quartieri di Arakawa e Taitō.
- Tommy la stella dei Giants - Nella versione anime, la posta indirizzata a Ittetsu Hoshi riportava l'indirizzo "9-16 Machiya, Arakawa-ku". Tuttavia, le case a schiera arrivano solo fino a 8-chome e il 9-16 è un luogo fittizio. Il ponte Namida-bashi appare anche nella scena della corsa tra Hioma e suo figlio.
- Kochira Katsushika-ku Kameari kōen-mae hashutsujo - La casa di famiglia di Hayato Honda si trova a Minami Senju.
- Arakawa Under the Bridge - Il letto del fiume Arakawa è l'ambientazione dell'opera.